# Rayo luminoso

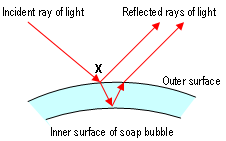
Las líneas rectilíneas representan los rayos luminosos, como vemos en la ilustración se reflejan y refractan en la fina película de una pompa de jabón.

El rayo luminoso es la línea imaginaria que representa el  trayecto de propagación de la luz.
La utilización de este modelo, ampliamente divulgado en   óptica geométrica, simplifica los cálculos debido al principio de propagación en línea recta de la luz en medios homogéneos e isótropos, como lo son el aire o el agua.
En óptica física, el rayo luminoso es la trayectoria que teóricamente recorre la energía lumínica.
En la teoría corpuscular de la luz, el rayo luminoso representa la trayectoria de los fotones, perdiendo todo significado cuando los efectos de la mecánica cuántica comienzan a apreciarse.

Rayos luminosos que se encuentran con una superficie rugosa, dispersándose en todas direcciones.

Cabe aclarar que el concepto de rayo luminoso pierde su utilidad cuando los fenómenos de difracción empiezan a tomar un papel relevante; por ejemplo, cuando un haz de luz pasa a través de una abertura de anchura comparable a la longitud de onda del propio haz..